# Cementiri de Yanaka
El cementiri de Yanaka (谷中霊園, Yanaka Reien) és un cementiri públic a la zona de Yanaka, al barri de Taitō de Tòquio, que exerceix també funcions de parc. Va ser fundat originalment pel govern de la prefectura de Tòquio el 1874, sobre les terres que havien estat del temple Tennō-ji. L'àrea del parc abasta més de 10 ha, si bé la del cementiri, aproximadament, ocupa una mica més de la meitat. Actualment la seva gestió depèn de l'Associació de Parcs Metropolitans de Tòquio
L'adreça concreta del cementiri és 7-5-24 Yanaka, barri de Taitō, 110-0001, Tòquio. Té diverses entrades, si bé amb transport públic és accessible des de l'estació de tren de Nippori.

## Descripció
Situat a l'àrea de Yanaka, és un dels cementiris més antics i grans de Tòquio, i un lloc on acostuma a regnar-hi molta tranquil·litat. Abasta una àrea de 102.537 metres quadrats, dels quals 58.509 correspon a cementiri. El terreny on s'ubica és pla en termes generals, tret del costat est, on comença a inclinar-se. El cementiri té diverses entrades, la situada a la zona sud està ben connectada amb l'estació de tren de Nippori.
El cementiri és ple d'arbres antics, destacant entre aquests els cirerers, que floreixen i deixen una estampa de color rosa a la primavera. El creuen diversos camins i carrers, a banda i banda dels quals s'hi arrengleren arbres, sent el central l'anomenat Sakura-dōri («carrer dels Cirerers»), on s'arrengleren aquesta mena d'arbres. A la sud-est de l'avinguda principal estan situades les oficines administratives del cementiri i els lavabos, on es poden observar plànols del cementiri, on hi ha indicada la localització de diverses tombes de personatges notables.
La zona està farcida de petits temples, però destaquen les ruïnes del temple Tennō-ji, una antiga pagoda de cinc pisos, coneguda perquè va ser citada en una novel·la de l'escriptor Koda Lohan, al costat de la qual hi ha una estàtua de Buda feta de coure que data de l'any 1690.
Al cementiri hi ha més de 7.000 tombes, entre les quals cal destacar la del darrer shogun, però també la de diversos pintors, escriptors, actors i polítics de l'era Meiji. De totes elles hi ha tres que estan registrades com a patrimoni cultural, la d'Obana Sakusuke, Kikuchi Yosai i Ohara Shigetomi.

## Història
El cementiri va ser establert l'1 de setembre de 1874, utilitzant les terres que havia posseït l'antic temple Tenno-ji de Yanaka, que van passar a formar part dels terrenys públics de la prefectura de Tòquio. Posteriorment va ser transferit a la ciutat de Tòquio el 1889. El 1935 va rebre el seu nom actual.

## Persones enterrades
De les persones enterrades, entre d'altres, cal destacar-hi:
- Kikuchi Yosai (1788-1878), pintor d'estil japonès
- Asada Sōhaku (1815-1894), metge i empresari
- Jono Saigaku (1832-1902), dramaturg
- Tokugawa Yoshinobu (1837-1913), darrer shogun
- Baba Tatsui (1850-1888), polític i activista
- Taguchi Ukichi (1855-1905), economista
- Sakatani Yoshiro (1863-1941), ministre de finances
- Shigeto Hozumi (1883-1951), advocat
- Fumiko Enchi (1905-1986), novel·lista